# Sphere (groupe japonais)
SPHERE (スフィア) est un groupe de J-pop crée en 2009. Il est constitué de 4 seiyū affiliées à l'agence Music Ray'n (Sony), et au label GloryHeaven (Lantis). Elles mènent en parallèle des carrières solo de chanteuse, doubleuse et actrice.

## Histoire
Elles ont été recrutées lors de la « Music Rain Super Seiyu Audition », qui a eu lieu entre 2006 et 2007. Lors de la phase finale de cette audition, Takagaki et Tomatsu était dans l'un des deux groupes ; Kotobuki et Toyosaki dans l'autre. 
Depuis, elles ont mené diverses activités artistiques sous le nom « Music Rain girls ». C'est le 15 février 2009, lors du « Music Rain girls haru no choco matsuri », qu'a été annoncé leur futur début officiel. 
Le nom du groupe a été choisi pour son lien avec le ciel, référence que l'on retrouve dans beaucoup de leurs titres de singles et d'albums. Chaque fille s'est vu attribuer une couleur, la couleur du groupe étant le bleu.
Elles ont fait leur début en major avec le single « Future Stream » en avril 2009, thème de l'anime Hatsukoi Limited. Leur premier album « A.T.M.O.S.P.H.E.R.E » est sorti le 23 décembre 2009.   
Comme elles sont comédiennes de doublage, leur musique est fréquemment utilisée comme thème de nombreuses séries animées, dont Shinryaku! Ika Musume, Asobi ni iku yo! et Ryūgajō Nanana no Maizōkin. Toyosaki Aki et Kotobuki Minako ont aussi participé au groupe Hôkago Tea Time, pour l'anime K-ON!, de 2009 à 2010.  
Le 9 janvier 2011, dès l’adaptation en anime de Beelzebub, le SPHERE entier incarne la voix de quatre différents personnages féminins qui sont, dans l’histoire du manga, toutes d’un même groupe baptisé Les Red Tail (à savoir Haruka Tomatsu pour Yûka Hanazawa, Minako Kotobuki pour Kaoru Umemiya, Ayahi Takagaki pour Nene Ômori et enfin, Aki Toyosaki pour Aoi Kunieda). C'étaient l’une des premières  fois où elles étaient toutes réunies pour un même animé.
De juillet à décembre 2011, elles ont eu leur émission TV sur Nihon TV titrée Sphere Club. Elles en ont évidemment interprété le thème « LET・ME・DO!! » qui était leur 8e single. 
Leur 10e single « Non stop road / Ashita e no Kaerimichi » est sorti en avril 2012. Les deux chansons sont utilisées comme thèmes pour l'anime Natsuiro Kiseki (en), dont les membres du groupe font les voix des quatre personnages principaux. Ce single s'est classé 6e à l'Oricon. Il est encore à ce jour, leur meilleure vente. 
En février 2015, est sorti leur premier album compilation intitulé simplement « sphere ». 
Le 4 mars 2017, le groupe a annoncé qu'il s'abstiendrait de toute activité de groupe, comme la sortie de nouveaux singles ou la tenue de concerts après la fin de la tournée nationale de 2017, jusqu'au 10e anniversaire du groupe en 2019. Les membres continueront leurs activités solo.

## Membres
| Nom                        | Date de naissance | Age    | Lieu de naissance | Couleur |
| -------------------------- | ----------------- | ------ | ----------------- | ------- |
| Ayahi Takagaki (高垣彩陽)  | 25 octobre 1985   | 39 ans | Tōkyō             | Rose    |
| Aki Toyosaki (豊崎愛生)    | 28 octobre 1986   | 38 ans | Tokushima         | Vert    |
| Haruka Tomatsu (戸松遥)    | 4 février 1990    | 35 ans | Aichi             | Orange  |
| Minako Kotobuki (寿美菜子) | 17 septembre 1991 | 33 ans | Hyōgo             | Violet  |

## Discographie

### Albums
1. A.T.M.O.S.P.H.E.R.E (23 décembre 2009)
2. Spring is Here (16 mars 2011)
3. Third Planet (11 juillet 2012)
4. 4 Colors for You (25 juin 2014)
5. ISM (1er février 2017)
6. 10s (8 mai 2019)

#### Compilation
- Sphere "Best Album" (11 février 2015)

### Singles
| #  | Titres                                                                | Date             | Oricon | Œuvre liée                                                            |
| -- | --------------------------------------------------------------------- | ---------------- | ------ | --------------------------------------------------------------------- |
| 1  | Future Stream                                                         | 22 avril 2009    | 23     | Hatsukoi Limited                                                      |
| 2  | Super Noisy Nova                                                      | 29 juillet 2009  | 14     | Sora no Manimani                                                      |
| 3  | Kaze o atsumete / Brave my heart (風をあつめて/Brave my heart)        | 25 novembre 2009 | 15     |                                                                       |
| 4  | REALOVE:REALIFE                                                       | 21 avril 2010    | 12     | Ichiban Ushiro no Daimaō                                              |
| 5  | Now loading... SKY!!                                                  | 28 juillet 2010  | 9      | Asobi ni iku yo!                                                      |
| 6  | MOON SIGNAL                                                           | 20 octobre 2010  | 8      | Otome Yōkai Zakuro                                                    |
| 7  | Hazy                                                                  | 5 mai 2011       | 10     | Hanasaku Iroha                                                        |
| 8  | LET・ME・DO!!                                                         | 27 juillet 2011  | 8      |                                                                       |
| 9  | HIGH POWERED                                                          | 26 octobre 2011  | 7      | Shinryaku! Ika Musume                                                 |
| 10 | Non stop road / Ashita e no kaerimichi (Non stop road/明日への帰り道) | 25 avril 2012    | 6      | Natsuiro Kiseki                                                       |
| 11 | Pride on Everyday                                                     | 7 novembre 2012  | 8      | Bakuman. 3                                                            |
| 12 | GENESIS ARIA                                                          | 1er mai 2013     | 7      | Arata Kangatari                                                       |
| 13 | Sticking Places                                                       | 27 novembre 2013 | 15     | Yūsha ni narenakatta ore wa shibushibu shūshoku wo ketsui shimashita. |
| 14 | Eternal Tours                                                         | 26 février 2014  | 6      |                                                                       |
| 15 | Kasukana hisokana tashikana mirai (微かな密かな確かなミライ)          | 14 mai 2014      | 15     | Ryūgajō Nanana no Maizōkin                                            |
| 16 | Jōnetsu CONTINUE (情熱CONTINUE)                                       | 11 février 2015  | 9      | Yoru no Yatterman                                                     |
| 17 | vivid brilliant door!                                                 | 15 juillet 2015  | 16     | Denpa Kyōshi                                                          |
| 18 | DREAMS, Count down!                                                   | 14 octobre 2015  | 7      |                                                                       |
| 19 | My Only Place                                                         | 16 novembre 2016 | 20     | Sōshin Shōjo Matoi                                                    |
| 20 | Heart to Heart                                                        | 8 novembre 2017  | 16     | Two Car                                                               |
| 21 | best friends                                                          | 19 juin 2019     | 20     | Zoids Wild                                                            |
| 22 | Sign                                                                  | 23 octobre 2019  | 21     | Ultraman Taiga                                                        |
| 23 | Shining days, shining stars!                                          | 27 novembre 2024 |        |                                                                       |

#### Autre single
- Ippun ichibyo kimi to boku no (一分一秒君と僕の?) (20 avril 2016) - HoneyWorks meets Sphere
- Scramble Days (スクランブルデイズ?) (15 février 2021) - Single numérique

### DVD / Blu-ray
- 〜Sphere's rings live tour 2010〜 FINAL LIVE  (janvier 2011)
- SPHERE LIVE 2010 sphere ON LOVE, on Nippon Budōkan LIVE (août 2011)
- SPHERE LIVE 2011 Athletic Harmonies -Climax Stage- LIVE (mars 2012)
- SPHERE LIVE 2011 Athletic Harmonies -Dangerous Stage- LIVE (mars 2012)
- ～Sphere's orbit live tour 2012 FINAL SPECIAL STAGE～ (mars 2013)
- SPHERE LIVE 2013 SPLASH MESSAGE! -Sunshine Stage- (avril 2014)
- SPHERE LIVE 2013 SPLASH MESSAGE! -Monnlight Stage- (avril 2014)
- Start dash meeting Ready Steady 5-Shūnen! in Nihon budōkan～ichinichi me～ (novembre 2014)
- Start dash meeting Ready Steady 5-Shūnen! in Nihon budōkan～futsuka me～ (novembre 2014)
- ～Sphere’s eternal live tour 2014～ LIVE (avril 2015)
- Sphere BEST live 2015 Mission In Torokko!!!! -plan B- (août 2015)
- sphere music story 2015 DREAMS,Count down!!!! (juillet 2016)
- Sphere live tour 2017 “We are SPHERE!!!!!” (mars 2018)

#### Clips Vidéo
- Sphere Music Clips 2009-2012 (février 2013)